# 文氏宗祠 (泰亨)

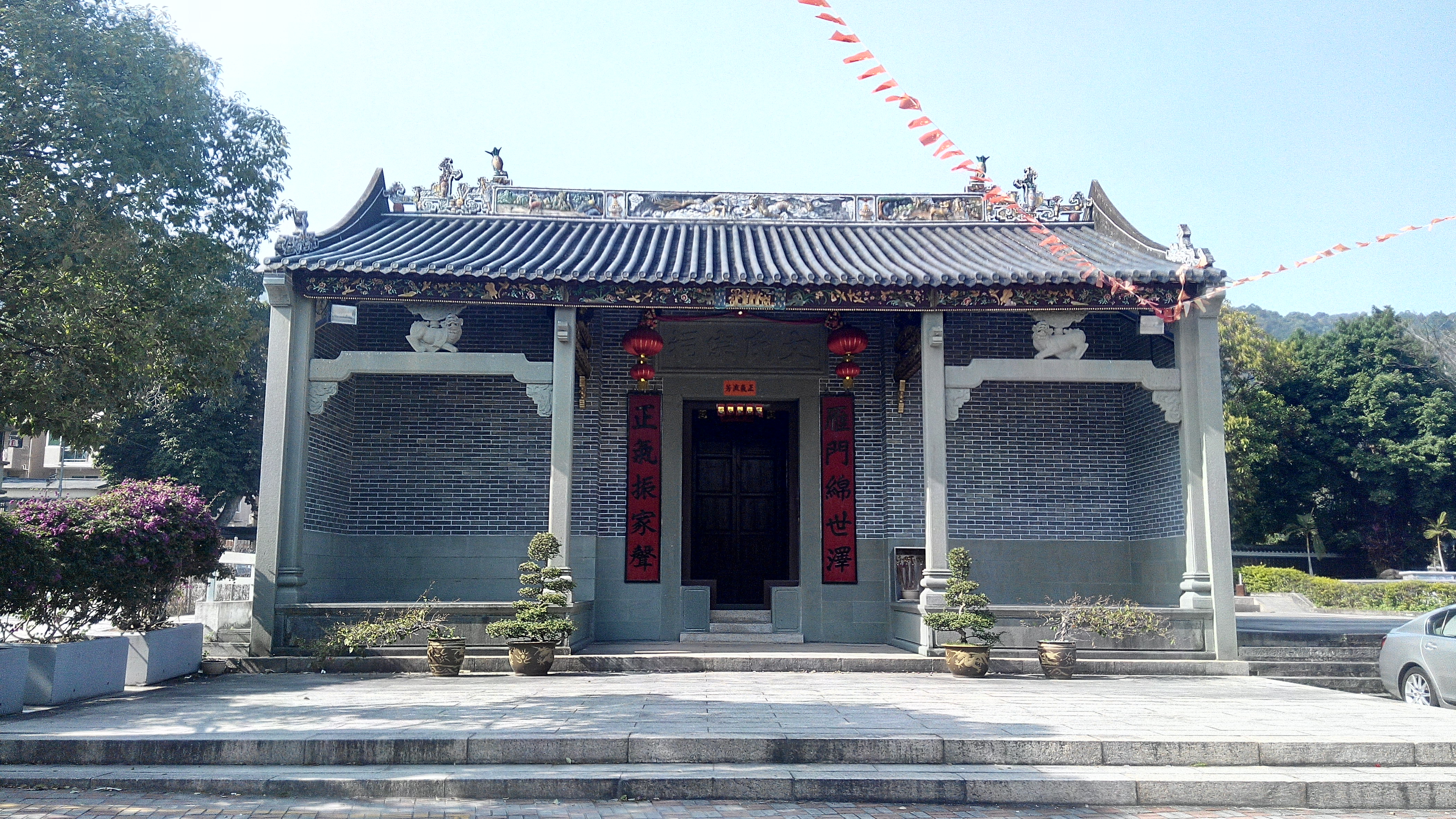
泰亨文氏宗祠

泰亨文氏宗祠位於新界大埔泰亨祠堂村，為大埔區內第二大祠堂（最大為大埔頭鄧氏敬羅家塾），屬泰亨文氏文公眾堂擁有。祠建於明朝年間，於至今已有500餘年的歷史。祠堂雖於二次大戰時被日軍破壞，但族人已於2005年完成修繕重光。

## 建築
宗祠設計為兩進式，依照五百年前舊祠尺寸訂造，屬唐末祠堂建築風格
。內廳設有三個神台恭奉超過二百個祖先木主，並掛有南宋信國公文天祥畫像。另外，宗祠建材選料考究，石柱、石雕等於福建訂造；青磚、漢瓦在廣東開平用人手鑄造；神樓及案台在深圳布吉及松崗訂造；檐口板雕花、神樓門神、屏風則特請浙江工藝師人手雕刻，牌匾「浩然正氣」及「厚德參天」由國學家文懷沙書。祠門外對聯「雁門綿世澤　正氣振家聲」，上聯「雁門綿世澤」指文氏得姓後在雁門（山西代縣）形成強大宗族﹔下聯「正氣振家聲」指文天祥。

## 用途
文氏在宗祠內舉行婚禮、醮、團拜和秋祭等大型慶典。